# 维拉诺瓦大学

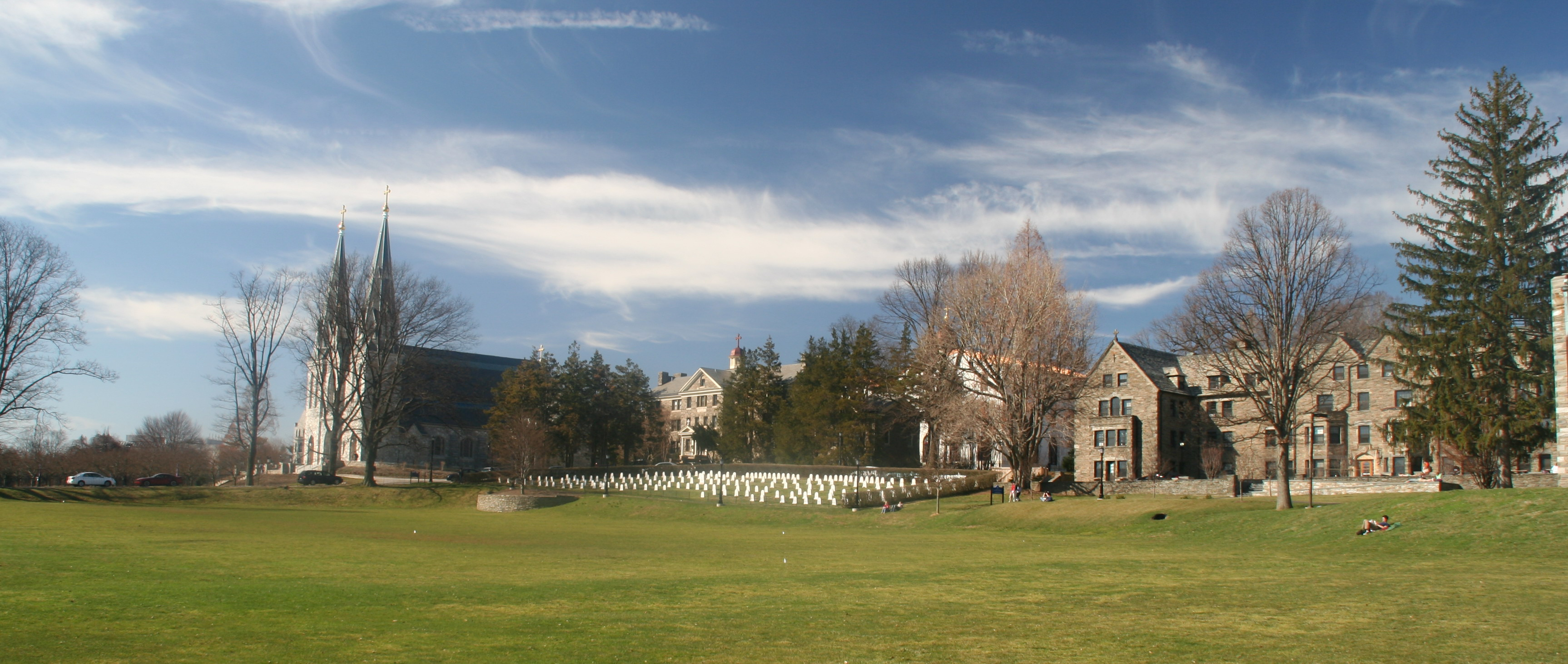
早春時的主校區

维拉诺瓦大学（英語：Villanova University），是位于美国宾夕法尼亚州费城西北郊維拉諾華的一所私立大学。它成立于1842年，学校的历史一直可以追溯到1796年，罗马天主教奥斯定會在此建立的古圣奥古斯丁教堂（Old Saint Augustine's Church）。
维拉诺瓦大学是宾夕法尼亚州历史最悠久，规模最大的天主教大学。2021年《美國新聞與世界報道》將其列在“全國大學”中的第53位。

## 学校历史

### 19世纪
1841年10月，圣奥古斯丁教堂（Saint Augustine's Church）的两名教士在费城西北的Radnor镇买下了200英亩的土地，决心建立一所学校。1842年，这所学校正式建立起来了，它起初被称为“维拉诺瓦的奥古斯丁学院”（Augustinian College of Villanova）。然而，在发生于1844年的费城本土暴动（Philadelphia Nativist Riots）中，圣奥古斯丁教堂（Saint Augustine's Church）被焚毁。奥古斯丁教派发生了财政困难，学校只好被迫关闭。
学校于1846年重开，1847年毕业了第一届学生。在1848年3月，宾夕法尼亚总督赋予了学校授予学位的权力。在1857年，这所学校再次关闭，原因是费城不能提供足够的工作人员和学校随之而来的财政困难。这次关闭延续到美国南北战争（1861年4月～1865年4月）的结束，到了1865年9月，学校重新开放。
经历了建校初期的一波三折，从那以后学校逐渐壮大。学校第一次大的发展开始于19世纪90年代后期，校方希望把维拉诺瓦大学建成全美最好的大学，于是学校发展得极为迅速，兴建了很多教室、宿舍及娱乐设施，并且购买了大量的教学设备。

### 20世纪
维拉诺瓦的技术学院（School of Technology）在1905年被建立起来。
在1915年，学校为希望考上医学院的学生开设了一项2年的预科课程，以满足医学院不断提出的新的要求。在1926年，学校将其扩展为4年的生物学课程，并且建立了维拉诺瓦大学的生物学专业（B.S. in biology）。
20世纪的早期，维拉诺瓦大学一直是男校。直到1953年，护理学院开始招收全日制的女学生。在1958年，工程学院（College of Engineering）也开始招收女学生。在1968年，维拉诺瓦大学完全实行男女同校。
第二次世界大战结束后，维拉诺瓦大学的规模再次扩大。1953年，护理学院（College of Nursing）和法律学院（School of Law）成立。在1954年到1963年的10年间，学校购买了邻近的土地并建造了10栋新的建筑，其中包括巴特利楼(Bartley)，孟德尔楼(Mendel)和多尔蒂礼堂(Dougherty Hall)。
在1970年到1980年，学校致力于成为全美知名的大学。在这段时期，学校获得大量的捐款。师资力量得到明显提高，学校开始招收国际留学生。在20世纪80年代，主要的捐款来源于工程界、商业界、神学和哲学领域。学校的科研经费进一步增加，课程种类继续扩展。文理学院（ Colleges of Liberal Arts and Sciences），工程学院（Engineering）和商学院（Commerce and Financ）等一批建筑迅速建设。

## 校园概览
维拉诺瓦大学占地254英亩，距离费城仅有12英里。
维拉诺瓦大学的植物园里有大约1500棵树木，其中包括只有在密西西比河（Mississippi River）边才有的美洲红杉。
维拉诺瓦校园中最突出的建筑就是圣托马斯的维拉诺瓦教堂（St. Thomas of Villanova Church），它的双尖塔是维拉诺瓦最高的结构。
教会前的道路和兰卡斯特大道（Lancaster Avenue）的交叉点是校园里重要的十字路口，这是一个受欢迎的见面场所。每周日晚上，这里有为学生举行的弥撒仪式。
在主教堂（St. Thomas of Villanova Church）后面的是孟德尔区（Mendel Field）。这里有三栋主要的建筑：孟德尔楼（Mendel Hall）, Tolentine楼（Tolentine Hall）和工程教育和研究中心（CEER：Center for Engineering Education and Research）。
- 工程教育和研究中心开放于1998年，里面有先进的工程实验室和教室设施。
- Tolentine楼中主要有教室，教务办公室和计算机实验室。
- 孟德尔楼，以世界著名的生物学家孟德尔（Mendel）命名，大楼里有多个科学实验室，演讲厅及其他设施。孟德尔大厅的两栋建筑在地下和二层的连廊相连。1998年，学校委托费城雕刻家詹姆斯·佩尼斯顿（James Peniston）制作了一个7英尺的孟德尔青铜雕塑，并把它安装在大楼

的入口处。
孟德尔区（Mendel Field）稍东边一些，是法尔维图书馆（Falvey Library）和两个宿舍（Corr Hall，Alumni Hall）。法尔维图书馆（Falvey Library）是校内的主要研究图书馆，拥有超过一百万册的书籍和数以千计的期刊，图书馆里还有电视制作工作室等独立学习和工作的场所。
宿舍（Coor Hall）的东边有肯尼迪大厅（Kennedy Hall），在这里有校园书店和小的饮食店。肯尼迪大厅（Kennedy Hall）旁边的康奈利中心（Connelly Center）是学生会所在地。这里还有众多的饮食场所，集会场所，电影院以及自动取款机（ATM）。
在Dougherty食堂和康奈利中心（Connelly Center）之间的是“The Oreo”。它由Jay Dugan制造，是一个巨大的黑白雕塑。在这个巨大雕塑之下，维拉诺瓦人举办了无数次庆祝和狂欢，包括1985年全美大学体育协会（NCAA）的男子篮球锦标赛夺冠后的庆祝。
再往东则是希恩宿舍（Sheehan residence hall），沙利文宿舍（Sullivan residence hall）和巴特利大厅(Bartley Hall)。巴特利大厅(Bartley Hall)是商学院的所在地。这里面对学校的南区宿舍。
在孟德尔区（Mendel Field）的西边是学校的西区，主要有圣玛丽大厅（St. Mary's Hall），法学院和西区公寓。圣玛丽大厅（St. Mary's Hall）是护理学院（School of Nursing）的所在地。圣玛丽大厅（St. Mary's Hall）是一个容易让人迷路的建筑，里面有许多教室，咖啡厅和小礼拜堂。

## 学术研究

### 学术评价
在美国新闻与世界报道的大学排名中，维拉诺瓦大学连续十多年蝉联的美国北部区域硕士级别大学（Best Universities-Masters category）第一名。
维拉诺瓦大学工程学院的本科在美国新闻与世界报道的排名中位列（所能授予最高学位为硕士的学院中）的第9名。
商学院本科在2007年的商业周刊（Business Week）的排名是第12名，是美国新闻与世界报道（U.S. News and World Report）中本科商学院的第87名。
其高级行政人员EMBA课程在金融时报的排名是第29名。
维拉诺瓦的法学院在2008年版的美国新闻与世界报道综合排名61名。
护理学院在2004年和2007年被美国国家护士联盟（National League for Nursing ）指定为“护理教育的杰出中心”（Center of Excellence in Nursing Education）。

### 院系设置

#### 文理学院
文理学院（College of Liberal Arts and Sciences）：这是维拉诺瓦最早成立的学院，创办于1842年。
院长：Kail Ellis, O.S.A., Ph.D.
- 应用统计（ Master ）
- 美术史（ Bachelor）
- 天文学与天体物理学（ Bachelor ）
- 生物学（ Bachelor , Master ）
- 化学（ Bachelor ，Master ）
- 古典研究（ Bachelor， Master）
- 通信（ Bachelor， Master）
- 计算机科学（ Bachelor ， Master ）
- 刑事司法（ Master）
- 经济学（ Bachelor）
- 教育（ Master）
- 中学教育（ Bachelor ）
- 英语（ Bachelor， Master）
- 法语（ Bachelor）
- 地理（ Bachelor）
- 德语（ Bachelor）
- 拉美研究（ Master）
- 历史（ Bachelor， Master）
- 人文（ Bachelor）
- 人力资源开发（ Master ）
- 人力服务（ Bachelor）
- 信息科学（ Bachelor ）
- 意大利语（ Bachelor）
- 数学（ Bachelor ， Master）
- 哲学（ Bachelor， Master, Phd）
- 物理（ Bachelor ）
- 政治学（ Bachelor， Master）
- 心理学（ Bachelor， Master ）
- 公共行政（ Master ）
- 社会学（ Bachelor）
- 西班牙语（ Bachelor， Master）
- 表演（ Master）
- 神学（ Bachelor， Master）

#### 商学院
商学院（Villanova School of Business）：成立于1922年。
院长：James M. Danko
【本科】
- 会计（Bachelor）
- 工商管理（Bachelor）  
  - 财务学
  - 国际商务合作
  - 管理学
  - 管理信息系统（MIS）
  - 营销学
- 经济学（Bachelor）

【研究生】
- 全日制MBA
- 专业MBA
- 会计和专业咨询服务（Master in Accountancy and Professional Consultancy）
- 掌握的技术管理（Master of Technology Management）
- 财政学（M.S. in Finance）
- EMBA（Executive M.B.A.）

#### 工程学院
工程学院成立于1905年。
院长：Gary Gabriele, PhD
- 化学工程（ Bachelor ， Master）
- 土木工程（ Bachelor ， Master）
- 计算机工程（ Bachelor ， Master）
- 电机工程（ Bachelor ， Master）
- 机械工程（ Bachelor ， Master）
- 交通工程（ Bachelor ， Master）
- 水资源与环境工程 （Master）
- 跨学科的博士后期课程（PhD）

#### 护理学院
护理学院成立于1953年。
院长：M. Louise Fitzpatrick, EdD, RN, FAAN
- 护理（Bachelor，Master， PhD）

#### 法学院
法学院成立于1953年。
院长：Mark A. Sargent
- 法学博士（J.D.）
- 法学博士（J.D.） （在法律和心理学方向）
- 法学博士（J.D.）  /法学硕士（L.L.M.）（法律和税收方向）
- 法学博士（J.D.）  / MBA  （与商学院联合）
- 法学硕士（L.L.M.）（税收方向）

## 学校名人

### 著名校友
维拉诺瓦大学拥有众多知名的校友。

#### 哲学宗教界
- 良十四世：現任羅馬天主教教宗。
- John Cardinal O'Connor - 红衣主教，纽约教区的大主教。

#### 政治军事界
- Kelly Ayotte 凯利·阿约特  - 新罕布什尔州联邦参议员
- George B. Crist - 将军，历史上第一位海军陆战队被指定美国中央司令部指挥官。
- Walter Doran - 美国海军上将
- William J. Fallon - 美国海军上将，美国中央司令部指挥官。
- Joseph Hare - 美国海军少将
- Jerramiah T. Healy - 新泽西州（New Jersey）泽西市（Jersey City）市长
- Charles A. Heimbold, Jr. - 美国前驻瑞典大使，百时美施贵宝公司（Bristol-Myers Squibb Company）前任主席。
- Paul X. Kelley - 海军陆战队上将和海军陆战队前任指挥官
- John LaFalce - 美国纽约州的前众议员， 1975-2002
- William J. Martini - 新泽西州（New Jersey）地方法院法官
- Joseph J. McMenamin - 准将，美国的海军陆战队
- Stanley A. Prokop - 美国宾夕法尼亚州前众议员，1959-1961
- James M. Quigley -  美国宾夕法尼亚州前众议员
- Ed Rendell - 现任宾夕法尼亚州总督，美国民主党全国委员会主席，2000年
- Marjorie Rendell - 目前宾夕法尼亚州第一夫人，美国上诉法院第三巡回联邦法官
- John G. Rowland - 前康涅狄格州总督，1995-2004
- Dick Schulze - 美国宾夕法尼亚州前国会议员, 1975-1993
- Xavier Suarez - 迈阿密前任市长
- Anthony Zinni - 美国海军陆战队退役将军，美军中央司令部前任总指挥官
- Joseph Clancy - 第24任美国特勤局局长, 2014-2017
- Jill Biden - 美国第一夫人, 2021

#### 财经法律界
- Dan Brestle- 雅诗兰黛（Estee Lauder）首席营运官（COO）。
- James Curvey- 富达投资（Fidelity Investments）前主席。
- Robert J. Darretta, Jr., 强生公司（Johnson & Johnson）首席财政官兼副董事长。
- John Drosdick - Sunoco公司CEO。
- Paul G. Gabe Jr. - Star Casualty Insurance Company的董事长。
- John Jones - Air Products & Chemicals公司CEO。
- James Kim - Amkor科技公司主席。
- Thomas G. Labrecque - 大通曼哈顿银行（Chase Manhattan Bank）前任董事长兼CEO。
- Martin McGuinn -  梅隆金融公司（Mellon Financial Corp）前CEO。
- James Mullen - Biogen Idec公司CEO。
- Francis Saul - Chevy Chase （银行）董事长。
- Paul V. Scura - 保德信证券（Prudential Securities）执行副总裁，主管投资银行。
- Ed Thomas - Tilly's Inc公司的前任董事长。现任Wet Seal公司董事长兼CEO。
- Lawrence M. Waterhouse, Jr. - Waterhouse Investor Services的创办人，现在 Waterhouse Investor Services 是 TD Ameritrade的一部分。
- David Worby - 著名律师。

#### 工程技术界
- Andrew M. Allen - 美国航空航天局（NASA）的宇航员。
- Steve Chen - 电脑工程师，Cray X-MP 超级计算机的首席架构师。
- Edward Guinan - 天文学家，发现海王星的光环。
- 约翰·轩尼诗- 斯坦福大学校长，思科和Google董事会成员。
- Deirdre Imus - Deidre Imus 环境研究中心负责人。

#### 新闻娱乐界
- Maria Bello - 金球奖提名的女演员。
- Jim Croce - 录音艺术家。
- Tim Hauser - 歌手和曼哈頓轉運站合唱團创始人之一。
- Gerald Marzorati - 纽约时报杂志编辑。
- Don McLean - 唱片艺人（在维拉诺瓦大学学习，但没有得到学位）
- Vincent Piazza - 演员（在维拉诺瓦大学学习一年，并没有学位）
- David Rabe - 剧作家和编剧。
- Greg Rikaart - 艾美奖（Emmy Award）获奖演员。
- Jennifer Santiago - 艾美奖（Emmy Award）获奖演员。
- Diana Sugg - 普利策奖（Pulitzer Prize）获奖记者，目前在巴尔的摩太阳报（The Baltimore Sun）。

#### 体育运动界
- Malik Allen - 职业篮球运动员。
- Paul Arizin - 前职业篮球运动员，是1996年评选的NBA历史上最佳五十人（50 all-time greatest）之一。
- Al Atkinson - 职业足球运动员。
- Michael Bradley - 职业篮球运动员
- 唐·布拉格 - 奥运会撑竿跳高金牌得主 (1960)
- Eamonn Coghlan - 田径运动员。
- Ron Delany - 田径运动员，赢得1956年奥运会1500米冠军。
- Tim Donaghy - NBA的裁判。
- Red Donahue - 前职业棒球球员。
- Jumbo Elliott - 著名田径教练，曾进入全国田径名人堂，1981年。
- Brian Finneran - 职业足球运动员，费城老鹰队（1999）和亚特兰大猎鹰队（2000至今）
- Chris Ford - 前职业篮球运动员和教练，曾在密尔沃基雄鹿队，波士顿凯尔特人队，洛杉矶快船队和费城76人队。
- Randy Foye - 职业篮球运动员，目前正在与明尼苏达森林狼队。
- Ben Geraghty - 前职业棒球球员。
- Kerry Kittles - 前职业篮球运动员，曾在新泽西网队和洛杉矶快船队。
- Chuck Kornegay - 职业篮球运动员。
- Howie Long - 前职业足球运动员, 奥克兰袭击者队（1981-1993），足球分析师，演员
- Kyle Lowry - 职业篮球运动员，目前在与多倫多暴龍隊
- Bill Melchionni - 前职业篮球运动员
- Jimmy Murray - 费城老鹰队前任总经理。
- 索尼娅·奥沙利文 - 田径运动员
- Howard Porter - 前职业篮球运动员
- Allan Ray - 职业篮球运动员，曾在波士顿凯尔特人队，目前在意大利。
- H. Browning Ross - 奥林匹克长跑运动员（1948年和1952年）
- Rory Sparrow - 前职业篮球运动员
- Tim Thomas - 职业篮球运动员，目前在与洛杉矶快船队。
- Brian Westbrook - 职业足球运动员，费城老鹰队 （2002至今）。
- Alvin Williams - 职业篮球运动员。
- Josh Hart -職業籃球運動員紐約尼克隊 （页面存档备份，存于）。
- Mike Loree -前中華職棒富邦悍將洋投，現為中華職棒富邦悍將國際球探。

## 外部連結
维基共享资源上的相關多媒體資源：维拉诺瓦大学